# Wang Ming
 (novembre 2017).
Si vous disposez d'ouvrages ou d'articles de référence ou si vous connaissez des sites web de qualité traitant du thème abordé ici, merci de compléter l'article en donnant les références utiles à sa vérifiabilité et en les liant à la section « Notes et références ».
Pour les articles homonymes, voir Wang (patronyme).
Wang Ming (王明; pinyin : Wáng Míng), né le 23 mai 1904 à Jinzhai, Anhui et mort le 27 mars 1974 à Moscou. 
Chef du groupe des « étudiants du retour »[Quoi ?], formés à Moscou, il est placé par le Komintern à la tête du Parti communiste chinois (PCC) en janvier 1931. Il est l'inspirateur du groupe des 28 bolcheviks. 
Il rejoint Yan'an en 1937 et devient le principal rival de Mao Zedong pour la direction du parti, s'opposant aux vues nationalistes de Mao qui s’éloignent des directives du  Komintern et de la ligne marxiste-léniniste orthodoxe. Wang personnifie l’intellectualisme et le dogmatisme étrangers que Mao critique dans ses essais « De la pratique » et « De la contradiction ». La concurrence entre Wang et Mao reflète la lutte de pouvoir entre l’Union soviétique, le Komintern et le PCC pour contrôler la direction et le futur de la révolution chinoise.
Sa défaite moins d'un an plus tard pose le décor d'une longue campagne de Mao contre ce qu'il dénonce comme un "déviationnisme de gauche" et un "dogmatisme". Il perd son poste au Politburo en 1945, mais reste membre du CC jusqu'à la fin des années 1950, quand il quitte la Chine pour vivre en exil en URSS.

## Biographie

### Enfance pauvre et jeunesse studieuse
Né le 23 mai 1904 à Jinzhai, dans la province de l’Anhui, sous le nom de Chen Shaoyu (陈绍禹), Wang, à la différence de (bien) d'autres dirigeants du PCC provient d'une famille de paysans pauvres. 
En 1920, il entre à l’école élémentaire Zhicheng de Gushi, puis il poursuit des études à la troisième école agricole de la province de l’Anhui, école fondée par le révolutionnaire Zhu Yunshan. 
Zhu a une influence profonde sur les étudiants de l’école, en introduisant des livres et journaux d’avant-garde comme la Nouvelle Jeunesse et l’ABC du Communisme. 
À l’école, Wang rencontre un autre personnage influent dans sa vie, A Ying (Qian Xinchun), un de ses professeurs qui lui fait connaître Lénine et Chen Duxiu. 
Durant ses années d’école, Wang est actif dans les mouvements politiques. Il organise le boycott des produits japonais et des élections truquées. Après l’obtention de son diplôme en 1924, Wang entre à l’école de commerce de Wuchang où il étudie durant un an. Là, il publie plusieurs articles sur la révolution et le communisme. Cette même année, durant l’Expédition du Nord, il s’engage dans le mouvement du 30 mai qui participe à des grèves et des protestations contre l’impérialisme. 
Durant l’été 1924, il rejoint le PCC.

### DeMoscouàShanghai
En novembre 1925, le PCC envoie Wang à l’Université Sun Yat-sen de Moscou. Durant son séjour, Wang maitrise le russe et les théories Marxistes-Léninistes. C’est aussi à cette époque que Wang rencontre son premier adversaire politique majeur, Ren Zhuoxuan. Ren est nommé secrétaire de la branche du PCC des étudiants de l’université. L’éloquence de Wang lui permet de surmonter le style autoritaire de Ren dans divers débats. En conséquence, Wang est élu en avril 1926 secrétaire de la branche du PCC des étudiants de l’université. Après son élection, Pavel Mif, le vice-président de l’université, se prend d’amitié pour Wang. 
En janvier 1927, lorsque Mif vient en Chine à la tête d’une délégation de l’Union Soviétique, Wang est son interprète. 
Après la séparation du PCC et du Guomindang (KMT) en 1927, Wang et Mif participent au cinquième congrès national du PCC à Wuhan, durant lequel Wang est nommé secrétaire du département de la propagande du PCC. Wang est aussi rédacteur au journal Conseil dans lequel il publie quelques articles. Après le 15 juillet et le coup de Wuhan, Wang retourne à Moscou avec Mif.
Après l’élimination de Karl Radek par Staline, Mif est promu président de l’Université Sun Yat-sen de Moscou, et puis vice directeur du département d’extrême-orient du Komintern. En raison de ses services et de sa loyauté, Wang devient un protégé de Mif. Avec d’autres activistes, tels que Zhang Wentian, Qin Bangxian ou Bo Gu et Wang Jiaxiang, Wang crée le groupe des 28 bolcheviks. Ils s’étiquetèrent communistes orthodoxes.
En 1929, Wang et les autres 28 bolcheviks sont renvoyés en Chine avec pour but de prendre la direction du PCC. Ils rencontrent une grande résistance de la part de membres tels que Zhang Guotao et Zhou Enlai. Sans surprise, ils sont confinés à des positions subalternes. Pour passer le temps, Wang trouve du réconfort auprès de Meng Qingshu, une ancienne du groupe des 28 bolcheviks, son épouse plus tard. Wang est transféré au département de la propagande du PCC où Li Lisan est tout puissant. 
Durant six mois entre 1929 et 1930, Wang publie de nombreux articles dans le journal du parti Drapeau Rouge et dans le magazine Bolchevik, qui vont dans le sens du gauchisme de Li. 
En 1930, alors que Wang participe à une réunion secrète à Shanghai, il est arrêté, mais il a la chance de ne pas être connu de la police secrète du KMT et il est libéré rapidement en soudoyant son garde.
Wang est alors transféré au syndicat central du PCC. Bien que Wang soit un gauchiste et se conduise selon un dogme communiste strict, ses croyances profondes sont différentes de celles de Li. Wang est plus strict et plus contraint par les dogmes marxistes des livres et les politiques de Komintern. Il fait une alliance temporaire avec de vieux membres du PCC comme He Mengxiong (何孟雄), Lin Yunan (林育南, un cousin de Lin Biao) contre Li. Au cours d’une réunion, Wang se dispute avec Li et l’offense. Pour avoir été impulsif et immature, Wang est démis de ses fonctions et muté dans la division du PCC du Jiangsu.
En août 1930, Zhou Enlai et Qu Qiubai sont renvoyés en Chine par le Komintern pour corriger le gauchisme de Li, et Li est appelé à Moscou pour faire son autocritique et perd le pouvoir. En décembre de la même année, Mif vient en Chine comme représentant du Komintern. Avec l’aide de son mentor, Wang et les 28 bolchevicks conquièrent le pouvoir au sein du PCC lors de la quatrième réunion plénière du sixième congrès national du PCC en étiquetant Li et d’autres anciens du PCC comme He Mengxiong et Luo Zhanglong (罗章龙), comme dissidents.
Wang est élu membre du Bureau politique du PCC, bien qu’il ne soit pas encore membre du Comité central du PCC, condition préalable pour être membre du Politburo  selon un système proposé par Wang lui-même. Mif reste en Chine presque un an avec un contrôle direct sur le PCC, Wang jouant un rôle important comme son conseiller.  Bien que Xiang Zhongfa soit le secrétaire général en titre, il est manipulé par Mif et Wang. Alors que He Mengxiong et Luo Zhanglong essayent de créer un nouveau groupe, He est arrêté avec plus de trente autres membres par le KMT au cours d’une réunions secrète. 
He et 24 autres sont exécutés. 
Peu après, avec l’arrestation de Gu Shunzhang (顾顺章), responsable de la sécurité pour le PCC, de nombreux anciens tels que Xiang Zhongfa et Yun Daiying (恽代英) sont arrêtés et exécutés. 
Wang retourne à Moscou avec son épouse, soi-disant pour raisons médicales. Après le départ de Wang, un Politburo sous la direction de Zhou Enlai est mis en place à Shanghai. Zhou, Zhang Wentian, Qin Bangxian ou Bo Gu, Kang Sheng, Chen Yun, Lu Futan (卢福坦) et Li Zhusheng (李竹声) sont choisis pour traiter les affaires courantes du PCC. Avec Zhang, Bo Gu et Li, membres du groupe des 28 bolchevicks, Wang peut garder le contrôle du PCC à distance. D’autre part, Kang et Chen le rencontrent à Moscou et lui accordent leur soutien plusieurs années plus tard. Lu et Li quittent le parti plus tard pour rejoindre le KMT.

### De Moscou àYan'an
De novembre 1931 à novembre 1937, Wang travailla et vécu à Moscou comme Directeur de la délégation du PCC au Komintern. Durant cette période il fut élu commissaire exécutif, membre du Présidium et Directeur adjoint du Komintern. 
C’est aussi à cette période, sous la direction de Bo Gu, que le PCC souffrit durement des coups du KMT, dans les villes et à la campagne, conduisant à une retraite qui fut appelée la Longue Marche. En janvier 1935, pendant la conférence de Zunyi, le groupe des 28 bolcheviks se dissout. Des membres influents du groupe - Zhang Wentian, Wang Jiaxiang et Yang Shangkun – désertèrent et se rallièrent au camp de Mao Zedong. En outre Mao qui avait remplacé Bo Gu comme chef militaire était inconnu pour Wang et le Komintern. Bien que Zhang Wentian fut nommé Secrétaire général du Parti communiste chinois à la conférence de Zunyi, la puissance Mao grandissait au sein du parti. 
En 1935, Wang fit une conférence au septième congrès du Komintern sur la nécessité d’un front allié face à l’impérialisme japonais. En août 1935, la délégation du PCC au Komintern publia le Manifeste du 1er août qui appelait tous les chinois à s’unir contre le Japon.  Au cours de réunions au mois d’août, la délégation du PCC au Kominterm discuta du front uni face à l’impérialisme. Wang souligna que le pire ennemi de la Chine était le Japon et non Tchang Kaï-chek, et qu’une alliance entre les révolutionnaires et Tchang était possible.
La délégation envoya Zhang Hao (张浩), de son véritable nom Lin Yuying (林育英), un cousin de Lin Biao et un ancien activiste du PCC, à Yan’an pour transmettre la décision de la réunion. À la réunion du Politburo en décembre, le PCC prit la résolution d’établir un front uni contre les japonais, mais se retint pas d'étiqueter Tchang comme un ennemi de la révolution. En 1936, le secrétariat central du Komintern envoya un télégramme pour signifier que c’était une erreur de reconnaître Tchang comme le pire ennemi de la révolution au même titre que le Japon, et qu’il était nécessaire d’inclure les armées de Tchang dans la guerre contre le Japon. L'incident de Xi'an vit finalement la constitution du deuxième front uni entre communistes et nationalistes.
Avec l’incident du pont Marco Polo et l’incident de l’aéroport de Hongqiao à Shanghai en 1937, une guerre entre la Chine et le Japon était inévitable. Le plan de Wang pour un front uni contre le Japon était en train de s’élaborer avec le transfert de l’armée rouge du PCC en Armée de la 8e route et en une Nouvelle Quatrième armée contre le Japon.
Pour donner des directives au front uni, Wang fut renvoyé à Yan’an avec Kang Sheng et Chen Yun qui avaient été absents de Chine depuis six ans. Mao exprima son respect pour Wang, envoyé du Kominterm, et pour sa conception du concept de front uni contre le Japon. Il est possible que Mao voulait obtenir du Kominterm ou de l’Union Soviétique, que représentait Wang, un soutien financier et militaire qui lui manquait désespérément. Aussi, lorsque Wang présenta une nouvelle liste de dirigeants pour le PCC, Mao choisit Wang en premier de la liste. Wang relégua son allié Zhang Wentian de la première place à la septième place ce qui aliéna son propre camp en créant de nouveaux opposants, comme Zhang, qui rejoignirent le groupe de Mao. 
Wang, Kang et Chen furent élus dans le nouveau Politburo, avec Wang secrétaire du comité permanent du PCC chargé des affaires courantes du siège du PCC. Chen était responsable de l’organisation et Kang de la sécurité, mais Chen et Kang passèrent dans le camp de Mao laissant Wang relativement seul. En outre, lorsque Wang traversa le Xinjiang, il donna l’ordre à Deng Fa, patron de la sécurité du PCC, d’arrêter Yu Xiusong, Huang Cao, Li Te et deux autres personnes qui étaient d’anciens opposants qui travaillaient alors pour le seigneur de la guerre Sheng Shicai sous la direction du PCC. Ils furent torturés et exécutés. Quand Wang se vanta de ce travail ignoble auprès de Zhang Guotao qui se considérait lui-même comme un dissident, Zhang fut offusqué car il avait bien connu ces vétérans du PCC et il méprisa Wang à partir de ce jour.
Lorsque Wang arriva à Yan’an, il eut des admirateurs parmi les membres du PCC pour sa connaissance du marxisme-léninisme. Des vétérans comme Zhou Enlai et Peng Dehuai le respectèrent ce qui rendait Mao jaloux. 
Wang commença à être en désaccord avec Mao sur le problème majeur du front uni. Wang pensait que tout le travail du PCC devait être subordonné à la direction du front uni alors que Mao pensait que le PCC devait garder son indépendance vis-à-vis du front uni. De manière à appliquer ses idées, Wang fit l’erreur de quitter son poste de secrétaire du PCC chargé des affaires courantes du siège du PCC pour celui de secrétaire général de la division du Yangzi du PCC pour traiter les problèmes du front uni avec le KMT à Wuhan. Wang quitta la base de Yan’an, laissant à Mao tous les moyens de se renforcer sans interférence.

### Déclin
Dans sa lutte contre le Japon impérial, le KMT a subi de lourdes pertes en raison de l’incompétence du commandement militaire, d’un matériel militaire dépassé et d’une énorme corruption interne. Comme partisan du front uni, l’image de Wang fut écornée par les revers du KMT sur le champ de bataille. Après les défaites du KMT à Xuzhou et Wuhan en 1938, Wang en subit le contrecoup avec le démantèlement de la division du Yangzi et son retour obligé à Yan'an. À Yan’an, l’organisation militaire était divisée entre la Chine du sud et les divisions des plaines centrales commandées respectivement par Zhou Enlai et Liu Shaoqi.
Wang fut affecté à des emplois sans importance. Mao retira toute autorité à Wang en lui interdisant toute publication. Avec la dissolution du Komintern en 1943, Wang perdra tout espoir de futur politique. En 1942, Mao lança le mouvement de rectification contre le dogmatisme et l’empirisme. Wang représentait le dogmatisme et Zhou l’empirisme. La ligne de Wang Ming — qualifiée d' « opportunisme de gauche » — fut accusée de représenter un courant idéologique bourgeois. Au cours du mouvement de rectification entrepris en 1942, Mao fit une réfutation théorique radicale de la ligne de Wang Ming, sur les plans politique, militaire et organisationnel et, aussitôt après, sur le plan culturel.
Bien que fortement humilié, Wang eut néanmoins la chance d’échapper aux tortures que la police secrète de Kang Sheng infligea à d’autres membres du PCC. Néanmoins, dans un livre ultérieur « 50 ans du PCC et le journal de Yan’an » écrit par un journaliste d’Union soviétique, Wang accusa Mao d’avoir ourdi un complot pour l’empoisonner, accusation qui n’a jamais été vérifiée.
Au cours du mouvement de rectification, Wang dut faire son autocritique et s’excuser dans une réunion publique. Ce n’est qu’après la réception par Mao d’un télégramme de Georgi Dimitrov qu’il cessa de persécuter Wang. Dans un geste de clémence et d’apaisement, et pour plaire à Dimitrov et l’Union Soviétique, Mao fit rentrer Wang au comité central du PCC du septième congrès national. La crédibilité et l’influence de Wang s’étiolèrent au fur et à mesure que Moscou reconnaissait le rôle dirigeant de Mao. Durant la période de la guerre civile chinoise, Wang fut nommé directeur de la politique de recherche du PCC et responsable de quelques travaux législatifs mineurs.

### DePékinàMoscou
Ce n’est qu’après l’établissement de la République populaire de Chine en 1949 que Wang  sortit de l’ombre pour réapparaître sur la scène politique. Il fut élu directeur du comité légal central du PCC et du gouvernement. Avant d’être élu commissaire du comité central du PCC de la huitième Assemblée nationale populaire en 1956, Wang alla à Moscou pour suivre un traitement médical et n’en est jamais revenu.
Wang écrivit de nombreux articles dénonçant le PCC durant le conflit qui opposa le PCC et le parti communiste d’Union Soviétique dans les années 1960 et 1970. Ses mémoires donnent des informations utiles sur l’histoire du PCC. Wang eut la chance d’échapper aux persécutions de la Révolution culturelle et vécut en paix jusqu’à sa mort en 1974 à Moscou.